# Sesenta y cuatro
El sesenta y cuatro (64) es el número natural que sigue al 63 y precede al 65.

## Propiedades matemáticas
- Es un número compuesto, que tiene los siguientes factores propios: 1, 2, 4, 8, 16 y 32. Como la suma de sus factores es 63 < 64, se trata de un número defectivo.
- 64 es el cuadrado de 8, el cubo de 4 y la sexta potencia de 2.
- Es el decimoséptimo número interprimo.

## Características

### En matemáticas
- Es el primer número completo que es a la vez un cuadrado perfecto y un cubo perfecto.
- Es el cuarto número dodecagonal.
- Es un número triangular centrado.
- Es la suma de la función φ de Euler para los primeros catorce enteros.
- Es un número de Erdős-Woods.
- Es un número superperfecto, un número tal que σ(σ(n)) = 2n.[1]
- Un número de pastel.

### En ciencias físicas
- Es el número atómico del gadolinio (Gd), un lantánido.
- El Objeto M64 del Catálogo Messier, es una galaxia de magnitud 9.0 en la constelación de Coma Berenices, también conocida como Galaxia del Ojo negro.
- El objeto de Nuevo Catálogo General NGC 64, una galaxia espiral en la constelación de Cetus.

### En tecnología
- Es el código telefónico internacional de Nueva Zelanda (+64).
- El código ASCII para el símbolo @
- Es el número de bits de la Nintendo 64.
- Es el número de kilobytes de RAM de la computadora doméstica Commodore 64
- En algunos lenguajes de programación de computadoras, el tamaño en bits de ciertos tipos de datos.
- La Base 64 se usa con codificación Base64 y otros formatos de compresión de datos.
- La cantidad de caracteres Braille en el antiguo sistema de 6 puntos.

### En otros campos
- El número de codones posibles en la tabla de codones de ARN del código genético.
- Es el número de hexagramas del I Ching.
- Es el número de casillas de un tablero de ajedrez o de damas.
- El tema de la canción de los Beatles «When I'm Sixty-Four».
- El número de registro del portaaviones USS Constellation (CV-64) de la Armada de los Estados Unidos.
- El número de posiciones sexuales en el Kama Sutra.
- El título de una canción del grupo de hip-hop Mellowhype.
- En el videojuego Minecraft es el límite de apilamiento de bloques.